# ECash
eCash war der geschützte Markenname eines elektronischen Zahlungssystems des Unternehmens DigiCash. Es war besonders für Zahlungen im Micropayment-Bereich geeignet. Verwendet wurde eine Art Gutscheinsystem, bei dem jede digitale Münze anonym durch eine digitale Seriennummer dargestellt wird, die auf der Festplatte des Benutzers gespeichert wurde. Ende der 1990er Jahre wurden das System und die dahinter stehende Firma stillgelegt.
Der eCash-Erfinder, David Chaum, wollte ursprünglich ein Internet-System schaffen, mit dessen Hilfe politische Wahlen abgewickelt werden können. Für die Ausgabe der elektronischen „Wahlzettel“ war es wichtig, dass die ausgebende Stelle authentifizierbar war, der verwendende Benutzer anonym blieb und nur eine einmalige Verwendung möglich war. Da die Idee der elektronischen Stimmabgabe damals aber noch nicht auf Resonanz stieß, suchte Chaum nach einer anderen Anwendungsmöglichkeit seines Systems. Da ähnliche Anforderungen auch für Zahlungsmittel gelten, setzte er das Prinzip für eCash ein.

## Ablauf
Beim eCash-Verfahren transferiert ein Kunde Guthaben von seinem Bankkonto auf sein eCash-Konto. Dabei werden verschlüsselte Dateien mit gewissen Wertespeichern erzeugt, die auf seinem Computer gespeichert werden. Die Verwaltung dieser elektronischen Münzen übernimmt ein spezielles Dienstprogramm, die „elektronische Geldbörse“ (Cyberwallet oder E-Wallet). Beim Einkauf im Internet werden dem Verkäufer dann diese Dateien vom Rechner des Käufers übermittelt. Bei der Bezahlung wird das digitale Bargeld durch den Verkäufer bzw. die Bank sofort auf Gültigkeit geprüft. Der Verkäufer kann nun den Versand der bestellten Ware oder die Ausführung der entsprechenden Dienstleistung veranlassen.

## Funktion
Zunächst muss ein Kunde bei einer für eCash lizenzierten Bank ein eCash-Konto eröffnen und eine eCash-Software auf seinem Rechner installieren. Das eCash-Konto wird mit einem tatsächlichen Bankkonto verbunden. Die „Beladung“ oder „Entladung“ eines eCash-Kontos kann nur von diesem Bankkonto aus erfolgen. Möchte der Kunde einen Betrag in eCash transferieren, erzeugt die elektronische Geldbörse mehrere Dateien die zusammen die Höhe des gewünschten Betrages repräsentieren. Jeder Datei wird dabei ein bestimmter Wert zugeordnet, der sich nicht mehr verändert. Außerdem erhält sie von der Geldbörse eine Seriennummer. DigiCash bezeichnet diese Dateien daher als „elektronische Münzen“ (Cybercoins).
Die Bank überprüft das Guthaben. Ist es ausreichend, wird jede Datei mit einem Schlüssel der Bank versehen, wobei jeder Schlüssel einem bestimmten Wert entspricht; die entsprechende Summe wird vom „echten“ Bankkonto abgebucht. Anschließend werden die Dateien an den Kunden, d. h. an die Geldbörse zurückgeschickt. Dieser Vorgang entspricht in etwa dem Aufladen einer Chipkarte an einem Ladeterminal. Die Dateien sind nunmehr sowohl von der Geldbörse mit dem Kundenschlüssel, als auch von der Bank mit deren Schlüssel kodiert. Die Geldbörse entfernt jetzt den von ihr angebrachten Schlüssel. Dieses Verfahren nennt DigiCash „Blinding“. Durch das Blinding wird die absolute Anonymität gewahrt.
Jede Datei besteht damit aus der Seriennummer und der Informationen über den Wert und ist mit dem Schlüssel der Bank verschlüsselt. Beim Ausgeben von eCash schickt der Kunde Dateien, deren Wert dem vom Verkäufer angeforderten Betrag entspricht. Die Bezahlung im Internet mit Hilfe der eCash-Software ist in Echtzeit möglich. Auf Mausklick generiert die Software des Verkäufers eine Zahlungsaufforderung, die er an die Geldbörse des Kunden schickt. Diese lässt den Kunden die Transaktion bestätigen und sendet Dateien in Höhe des gewünschten Betrages an den Verkäufer. Dieser wiederum leitet die elektronischen Münzen an die Bank weiter. Dort wird der Bankschlüssel entfernt, der Wert der Münze wird dem eCash-Konto des Verkäufers gutgeschrieben. Die nun entschlüsselte Seriennummer wird gespeichert.
Die Namensgebung dieser Erfindung vermittelt den Eindruck, dass es sich um Bargeld handelt – obwohl durch die fixe Verbindung des Systems mit einem echten Bankkonto lediglich sogenannte Giraleinlagen in eCash konvertiert werden. Auch der Händler benötigt also für seine Gutschriftbuchung ein eCash-Konto. Dies ist insofern bedeutend, als alle kritischen Bereiche wie Geldwäsche, Ausgabe von Zahlungsmittel etc. damit kein Problem darstellen. Eigentlich entspricht eCash somit eher einer Bankgarantie als einem Geldsystem.

## Pro und Contra
Eine doppelte Verwendung (double-spending) der Dateien ist unmöglich, denn sobald eine Seriennummer verbraucht wurde, kann diese nie mehr verwendet werden. Ein Verlust des Geldwertes kann nicht erfolgen, sofern der Anwender seine Schlüssel beziehungsweise die E-Wallet gesichert hat und damit die Wallet über den Bankserver wiederherstellen kann (Recovery Mechanismus). Während der Zeit, in der eCash in Gebrauch war, wurden keine Missbrauchsfälle bekannt. Der maximale Guthabenbetrag auf der E-Wallet war auf zirka USD 200,-- begrenzt.
Obwohl technisch hervorragend gelöst, hat sich das eCash-System nicht sehr weit verbreitet, da die Firma DigiCash in ein US-Ausgleichsverfahren (Chapter 11) schlitterte und die kryptologischen Patente von einer Nachfolgefirma übernommen wurden. Diese hat sich regional in den USA auf das Voucher/Online-Gutscheinsystem fokussiert. Die europäischen eCash-Lizenzbanken, wo die Systeme bereits operativ bestens liefen (Deutsche Bank, Bank Austria und Credit Suisse), haben danach Ende der 1990er-Jahre ihre eCash-Unterstützung beendet. Das Problem der Konvertierung zwischen Währungen wurde somit bis zuletzt im eCash-System auch nie gelöst.
PayPal funktioniert heute organisatorisch ähnlich: Von Kreditkarten und Bankkonten werden die Abbuchungen durchgeführt und dem Händler für die Gutschrift eine Garantie gegeben. Auch ein PayPal-Händlerguthaben kann nur auf ein echtes Bankkonto rück-transferiert oder im System selbst wieder ausgegeben werden. Die damals sehr fortschrittlichen eCash-Features wie die Übermittlung von digitalen Münzen mittels E-Mail und die Möglichkeit, dass zwei Privatpersonen sich Geldbeträge senden, werden durch PayPal ebenfalls abgedeckt.

### Studien zu Zahlungsverfahren
- Georg Kristoferitsch: Digital Money – Electronic Cash – Smart Cards. Chancen und Risiken des Zahlungsverkehrs via Internet. Ueberreuter, Wien 1998, ISBN 3-7064-0421-4.